# Ceux qui inventent n'ont jamais vécu (?)
Ceux qui inventent n'ont jamais vécu (?) é o segundo álbum de estúdio da banda Fly Pan Am, lançado a 1 de Abril de 2002.
| Críticas profissionais                                                      | Críticas profissionais |
| Avaliações da crítica                                                       | Avaliações da crítica  |
| Fonte                                                                       | Avaliação              |
| --------------------------------------------------------------------------- | ---------------------- |
| allmusic                                                                    | [ 1 ]                  |
| Pitchfork                                                                   | (6.0/10)               |
| Esta tabela precisa de ser acompanhada por texto em prosa. Consulte o guia. |                        |

## Faixas
1. "Jeunesse sonique, tu dors (en cage)" – 1:32
2. "Rompre l'indifférence de l'inexitable avant que l'on vienne rompre le sommeil de l'inanimé" – 10:53
3. "Partially sabotaged distraction partiellement sabotée" – 4:15
4. "Univoque/Équivoque" – 5:41
5. "Arcades-Pamelor" – 3:41
6. "Sound-support surface noises reaching out to you" – 7:15
7. "Erreur, errance: interdits de par leurs nouvelles possibilités" – 4:33
8. "La vie se doit d'être vécue ou commençons a vivre" – 6:41

## Créditos
- Jonathan Parant – Guitarra, órgão, piano, vocal
- Felix Morel – Bateria, vocal
- Roger Tellier-Craig – Guitarra, órgão, vocal
- J.S. Truchy – Baixo, vocal